# Kirby Reed
Kirby Reed es un personaje de la saga de películas Scream creado por Kevin Williamson. Es interpretado por Hayden Panettiere. Aparece en Scream 4, donde es la mejor amiga de Jill Roberts y Olivia Morris en Woodsboro y se ve que su compañero de estudios, Charlie Walker, está enamorado de ella, ya que ambos son grandes fanáticos de las películas de terror. Ella asciende al estado de heroína al final y queda casi fatalmente herida por Charlie Walker (interpretando por Rory Culkin). Al ser la única víctima no confirmada del remake de Woodsboro, se confirmó que Kirby estaba viva a través de un cameo fotográfico en la quinta entrada, lo que la convierte en la única adolescente sobreviviente de la cuarta película y en la última chica. Reaparece en Scream VI. 

## Biografía

### Scream 4 (2011)
Kirby Reed se ve por primera vez corriendo a la escuela pasando al Sheriff Dewey Riley. Él simplemente le grita que disminuya la velocidad sin ninguna advertencia o disciplina real y ella procede a recoger a sus amigas, Jill Roberts y Olivia Morris. 
Una vez que los tres llegan a la escuela, se ve a Charlie coqueteando con Kirby, lo que obviamente es notado por todos. Kirby parece saber que Charlie está enamorado de ella.
Tras el descubrimiento de los asesinatos de Jenny Randall y Marnie Cooper, Kirby es llevado junto con Olivia y Jill a la comisaría donde son interrogados por Dewey, Gale y Sidney. En la sala de interrogatorios, Kirby teme que no viva tanto como Olivia y Jill porque no recibió una llamada telefónica de Jenny o de los teléfonos de Marnie como lo hicieron Olivia y Jill al principio de la película.
Luego se ve a Kirby en la casa de Roberts viendo Shaun of the Dead con Jill, mientras que Olivia está al lado. Ella responde la llamada de Ghostface, mientras que Jill le hace una broma a Olivia en la habitación de al lado haciéndose pasar por Ghostface. El verdadero Ghostface afirma estar en el armario, pero, mientras Kirby revisa el armario de Jill, el asesino revela que no dijo en qué armario estaba. El asesino asesina brutalmente a Olivia en la habitación de al lado mientras Kirby y Jill miran impotentes a través de la ventana de Jill.
Kirby organiza una juntada en su casa con Jill, Cahrlie y Robbie, pero Trevor llega y allí ellos encuentran a Sidney en el umbral. Sidney agarra la mano de Jill y comienzan a irse, pero ven a Robbie subiendo los escalones, apuñalado fatalmente. Él les dice que corran y se dan cuenta de Ghostface. Kirby corre a otra habitación en la planta baja mientras Sidney y Jill corren escaleras arriba con Ghostface siguiéndolos. Sidney pronto se une a ella y Kirby abre el camino a una habitación en el sótano. Se encierran solas.
Charlie aparece en las puertas corredizas, con las manos cubiertas de sangre, alegando que encontró el cadáver de Robbie. Kirby se niega a dejarlo entrar por temor a su propia vida, pero Ghostface pronto lo ataca. Él grita por Kirby y las luces exteriores se apagan. Una vez que vuelven a encenderse, Charlie aparece afuera atado a una silla. Kirby recibe una llamada del teléfono de Charlie y se ve obligado a participar en trivias de películas de Ghostface. Responde correctamente a las preguntas de preparación que trataban sobre cuáles eran las armas de los asesinos. Cuando Ghostface le pregunta sobre la adaptación de terror innovador, ella lo interrumpe y nombra todas las películas de terror que se han rehecho. Pensando que ha respondido correctamente, sale y desata a Charlie. Él dice: "Kirby,¡esto es hacer un movimiento!" antes de apuñalarla en el estómago, revelando que él es el asesino. 
Su voz parece estar quebrándose y temblando en este punto como si fuera a llorar y Charlie la de deja caer al suelo, sosteniendo su estómago sangrante.

### Scream (2022)
En la quinta película, diez años después, se reveló que estaba viva, se puso en contacto con el ex alguacil Dewey Riley antes de su asesinato y apareció en sus registros de llamadas perdidas.
También se la ve en Youtube después de haber participado en una entrevista 3 años antes sobre su experiencia durante los asesinatos de la nueva versión.

### Scream VI (2023)
Kirby llega a la ciudad de Nueva York después de enterarse de los asesinatos de Jason Carvey y su compañero de habitación, Greg, dos estudiantes de la Universidad de Blackmore de quienes ella había estado rastreando la actividad en línea. Conoce a Wayne Bailey, quien se ve amenazado por su llegada, y los dos acuerdan trabajar juntos para encontrar al asesino.
Después de que la hija de Wayne, Quinn Bailey, es asesinada, Kirby va con los sobrevivientes restantes a un teatro rastreado por Gale, para sorpresa de Kirby, ya que no se había encontrado con esto en su investigación. Kirby se perturba al ver la ropa y las túnicas de Ghostface que usan Jill y Charlie, y luego se relaciona con Mindy Meeks-Martin sobre las películas de terror y con Tara Carpenter sobre la vida como sobreviviente.
Wayne diseña un plan para localizar al asesino y Kirby despide a Gale porque no es una figura de autoridad. Kirby usa sus habilidades para rastrear una llamada de Ghostface, sin saber que es una trampa de Wayne y sus hijos, y descubre que Ghostface está en el ático de Gale, donde planea matarla.
Más tarde, Kirby se encuentra con el grupo en el teatro nuevamente, ya que planean atrapar a Ghostface allí y Wayne la enmarca como la asesina al afirmar que fue exiliada del FBI por razones de salud mental y encerrar al grupo en el teatro mientras Quinn y Ethan escondieron a Kirby, noqueándola. Kirby vuelve en sí y declara su inocencia y luego Wayne le dispara, quien se revela a sí mismo, Quinn y Ethan Landry, su hijo, como los asesinos, todos queriendo vengarse de Sam por matar al otro hijo de Wayne, Richie Kirsch, autor intelectual de los asesinatos de Woodsboro de 2022.
Kirby vuelve en sí después de que Sam y Tara mataron a la familia, sin embargo, Ethan intenta matarlos por última vez, pero Kirby le lanza el televisor a su cabeza, mismo que mató a Stu Macher. Luego la llevan a una ambulancia y le dice a Sam que la llame si alguna vez necesita ayuda.
- Datos: Q111721458